# Мордовський Пімбур
Мордо́вський Пімбу́р (рос. Мордовский Пимбур, ерз. Мокшень Пимбур) — село у складі Зубово-Полянського району Мордовії, Росія. Адміністративний центр та єдиний населений пункт Мордовсько-Пімбурського сільського поселення.
Населення — 555 осіб (2010; 633 у 2002).
Національний склад станом на 2002 рік:
- мордва — 97 %

## Люди
В селі народився Гангаєв Олексій Кузьмич (1917—1990) — Герой Радянського Союзу.